# Смерть Вазир-Мухтара (телеспектакль)
о телесериале см. Смерть Вазир-Мухтара. Любовь и жизнь Грибоедова
«Смерть Вазир-Мухтара» — телевизионный спектакль, поставленный на Ленинградском телевидении Розой Сиро́той и Владимиром Рецептером по одноимённому роману Юрия Тынянова. В спектакле были задействованы в том числе и ведущие актёры Ленинградского Большого драматического театра конца 1960-х годов — «золотая команда» (по определению литературоведа Станислава Рассадина) или «пиршественный состав» (по оценке Владимира Рецептера).

## Сюжет
Часть первая. 1828 год. На приёме у Николая I коллежский советник Грибоедов вручает императору доставленный им текст Туркманчайского мирного договора. Государь удостаивает его личной аудиенции. Дальнейшее действие первой части фильма уделено петербургским встречам Грибоедова с Пушкиным, Булгариным, Чаадаевым, генералом Ермоловым. Он излагает свой проект экономических реформ в Персии графу Нессельроде и члену Государственного совета Родофиникину, но получает молчаливый отказ. Грибоедова назначают русским посланником в Персии, чем, по его собственному убеждению, «отправляют на съедение».
Часть вторая. По дороге в Тегеран Грибоедов заезжает к своему родственнику, командующему русскими войсками в турецкой кампании 1828 года генералу Паскевичу. Прибыв к месту службы, Грибоедов в новой должности сталкивается с трудностями: разорённые войной персы не в состоянии выплачивать дань в соответствии с мирным соглашением. С фактического одобрения местных сановников Грибоедову — «кяфиру в очках», мусульманские фанатики объявляют джихад. Формальным поводом служит прибежище, которое тот предоставил нескольким сбежавшим из персидской неволи пленникам. Толпа, ворвавшаяся в русское посольство, убивает почти 40 казаков конвоя и главу миссии — Грибоедова. Николай I, приняв от персидского посланника щедрые дары, указал «предать вечному забвению злополучное тегеранское происшествие».

## В ролях
- Владимир Рецептер — Александр Сергеевич Грибоедов
- Сергей Юрский — Александр Сергеевич Пушкин
- Владислав Стржельчик — Пётр Яковлевич Чаадаев, философ, публицист
- Николай Трофимов — Фаддей Венедиктович Булгарин, писатель, критик
- Николай Корн — Алексей Петрович Ермолов, генерал, военачальник
- Вадим Медведев — Николай I
- Наталья Тенякова — Ленхен, жена Булгарина
- Владимир Татосов — граф Нессельроде, министр иностранных дел
- Нина Скоморохова — танцовщица
- Галина Микрюкова — Нина Грибоедова (Чавчавадзе)
- Борис Рыжухин — Константин Родофиникин, дипломат
- Анатолий Шведерский — доктор Макниль, англичанин
- Сергей Дрейден — Осип Сенковский, публицист
- Владимир Заманский — Мальцев, секретарь Грибоедова
- Олег Басилашвили — Иван Григорьевич Бурцев, опальный генерал либеральных взглядов
- Павел Панков — генерал Сипягин
- Сергей Карнович-Валуа — полковник
- Ефим Копелян — Алаяр-хан
- Евгений Лебедев — граф Паскевич
- Григорий Гай — доктор Карл Аделунг
- Георгий Штиль — маркиз Савиньи
- Владимир Свекольников — Хозрев-Мирза
- Анатолий Абрамов — Ходжа-Мирза-Якуб
- Нодар Шашик-оглы — Ходжа-Аббас
- Елена Агаронова — княгиня Саломе

## История создания и запрет показа
Главная редакция литературно-драматических программ Центрального телевидения сделала Ленинградской студии очередной заказ на телевизионный спектакль. В качестве литературного первоисточника редакция выбрала роман Юрия Тынянова, с учётом успеха телеспектакля «Кюхля», поставленного по его же произведению Александром Белинским в 1963 году. Центральные роли вновь были предложены Владимиру Рецептеру и Сергею Юрскому. Исполнительный директор Борис Левит организовал съёмки и сумел привлечь к участию в спектакле весь «звёздный» состав Ленинградского БДТ. Инсценировка романа Тынянова принадлежала директору ленинградского телевидения, учёному, философу и социологу Борису Фирсову.
Спектакль был записан, смонтирован, одобрен художественным советом и анонсирован для показа по телевидению. Однако один из редакторов сопоставил, что именно в день трансляции Председатель Верховного совета СССР Подгорный отправляется с визитом в Тегеран, где, по выражению В. Рецептера, и «ухайдокали когда-то русского посла А. С. Грибоедова». Чиновник (в приведённых источниках указывается конкретная фамилия) решил посоветоваться с редактором на ступень выше, тот позвонил следующему, а последний — заместителю председателя Гостелерадио СССР Э. Мамедову, который, собственно, и отменил передачу.
Театральная общественность переживала фактический запрет телеспектакля:

Речь не о чём-то будничном и банальном для истории советского театра или кино; не о спектакле, всего лишь выброшенном из репертуара, не о фильме, положенном на полку. Тот же Рецептер, помню, на удивление легко — по крайней мере с виду — пережил запрет телеспектакля. <…> Я куда больше, чем он, сокрушался и ахал. Дело же в том, что сама причина запрета была красна, как смерть на миру, имея общесоветский характер: «мы» заигрывали с Ираном, и упоминание о тегеранской трагедии было политически не ко времени.— Станислав Рассадин «Отщепенец Р.»
Ленинградское отделение Союза театральных деятелей в октябре 1970 года обратилось в Гостелерадио СССР с письмом (подписано Юрием Толубеевым и Георгием Товстоноговым) с просьбой о закрытом показе работы на секции драматических театров Ленинграда, однако получило отказ. Напротив, в Москве закрытый просмотр был разрешён в Театральном музее имени Бахрушина по заренее согласованному списку присутствующих (среди прочих присутствовали Виктор Шкловский, Вениамин Каверин, Ираклий Андроников, Виталий Виленкин, Валентин Непомнящий, Лазарь Лазарев, Наум Коржавин). После просмотра, вызвавшего полное одобрение московской интеллигенции, режиссёр Роза Сиро́та сделала следующее заключение: 

…фильм получился, артисты замечательные… Но лезть на стенку… Ей-Богу, не знаю… Пусть остается легендой!

## Критика
Немногочисленные киноведы, которым удалось посмотреть телеспектакль, особо отмечают работу Владимира Рецептера, Сергея Юрского и Владислава Стржельчика.